# Burton and Winkton
Burton and Winkton är en civil parish i Storbritannien.   Den ligger i kommunen Bournemouth, Christchurch and Poole, i grevskapet Dorset, i riksdelen England, i den södra delen av landet, 140 km sydväst om huvudstaden London.